# Iacob Teclu
Iacob Teclu, romunski general, * 1899, † 1976.